# ズボンドズボン
ズボンドズボン（zboned zubon）は、日本の男女ツインボーカルのバンド。2014年に解散。その後、2024年に活動を再開した。

## 概要
2000年3月からインディーズで活動している。2006年以前はMC等で「束縛し合わないカップル風インチキポップスバンド」「KING OFカリスマインチキポップスバンド」と名乗ることがあった。
リーダーでありボーカルの土屋礼央は、同事務所所属のアカペラグループRAG FAIRで活動。同じくボーカルのjunkoは「メイトリアーク」、ドラムの菅田直人は「Quiet Village」にそれぞれ所属している。土屋がRAG FAIRに加入する以前より活動していたバンドである。
土屋以外のメンバーのメジャーでの活動は皆無であるが、交友関係の広さと身内の慣れからそれぞれに事務所スタッフや（サポート）メンバーが関わっていることが多い。
2014年時点で正式メンバーは3人。アコースティックライブを行うことも稀にあるが、基本的にはベースとキーボードのサポートが入った状態（6人編成）が基本。客も含めて「チームズボンドズボン」と呼称する。

## 沿革
主体となったのは亜細亜大学のサークルで、前身バンドは「ブコビッチ」。ズボンドズボンへ改名の際、フランス語のように聞こえなくもないという土屋の案が採用された。
2001年5月から2002年3月までスカイパーフェクTV 「スターカラオケCH267」のレギュラー番組を持ち、ニューカマーズライブのホストバンドを務めた。
2002年3月から8ヶ月「ズボンドズボン20ヵ年計画」を掲げ活動を休止していたが、同年10月4日「〜連帯責任〜 ズボンドズボン、8ヶ月も何してたんだ！ by. ゑこらい」のライブをもって活動を再開。
活動休止期間中は、土屋はRAG FAIR、他メンバーはzboned 2 highを結成して活動していた。
結成当時からのメンバーは2008年時点で土屋と齋藤のみだが、2008年5月より齋藤が活動休止を宣言した為、創設メンバーは初代からのボーカルである土屋一人となった。
土屋がRAG FAIRでの活動により多忙である時期や、元メンバーだったベースの鈴木渉がズボンドズボンでの活動が出来ない時期には、既存のメンバーで活動する為に「zboned 2 high」（2002年6月 - 10月）、「半ズボンズ」、楽器陣（サポート含）によるインストバンド「ズボンドズボンズ」（2006年10月 - 2007年2月）が存在した。
RAG FAIRが多忙な時期はズボンドズボンの露出は極端に少なく、ズボンドズボンの活動が活発なときはRAG FAIRの大きな動きはない（ただしツアー時期等はこれに限らない）。
活動期間中に3枚のミニアルバムと2枚のフルアルバム、1枚のシングル、2枚のDVDをリリース。2001年に自主制作アルバム「ズボンドズボン」をリリースしている。
2011年春の「花粉症ツアー」をもって、活動を休止すると発表。
2014年、休止を改めて解散することを発表。解散前に11月から全国5都市ツアーを実施。
2024年、再結成を発表。バンドの公式サイトとInstagram・Xの公式アカウントを開設し、ライブ開催とサブスクリプションサービスでの楽曲配信開始の告知を行った。

## メンバー
- 土屋礼央

1976年9月1日生 : ボーカル・コーラス・時折キーボード or ギター 
- junko（黒崎純子）

1979年11月20日生 : ボーカル・コーラス 
- 菅田直人

1979年2月25日生 : ドラム・コーラス・合いの手、通称 がっちゃん

### サポートメンバー

#### ベース
- TABOKUN（遠藤龍弘) ( 2005年3月28日 - )

#### ギター
- 三沢崇篤 ( 2008年5月31日 - ) TABOKUNの友人、通称 ミサミサ

#### キーボード
- 菱山正太 ( 2003年2月10日 - 3月5日)
- 滝沢スミレ ( 2003年4月15日 - 2006年3月11日 )、通称 スーミー
- さかいゆう ( 2003年4月24日 - 12月)、通称 がっちゃんの生き別れの兄
- 織原洋子 ( 2006年4月6日 - 2009年8月9日 )
- 今井隼 ( 2008年12月28日 - )、通称 イマジュンオーザピーポー

他にパーカッショニストのnotch（能智祐輔）やコーラス隊としてJOYbe's（chibi、壬生貴嗣、RUU）、チョモランマホーンズ（廣瀬貴雄（トロンボーン）、類家心平（トランペット）、荒木真（サックス））がサポートに入ることがある。
かつてはギター：江部和幸（junkoの活動するメイトリアークのメンバー）、設楽博臣（土屋が活動するRAG FAIRのツアーでサポート）、キーボード：持山翔子（TABOKUNの友人）、鈴木達也（本業はドラマーで菅田の師匠）、ホーン隊：moto（サックス）、川崎太一朗（トランペット）が関わった。